# Filsen
Filsen település Németországban, Rajna-vidék-Pfalz tartományban. Lakosainak száma 638 fő (2023. december 31.). Filsen Boppard és Osterspai községekkel határos.

## Népesség
A település népességének változása:
| Lakosok száma | 501  | 643  | 638  | 648  | 635  | 638  |
|               | 1975 | 2017 | 2019 | 2021 | 2022 | 2023 |